# Бойга китайська
Бойга китайська (Boiga kraepelini) — отруйна змія з роду Бойга родини Вужеві.

## Опис
Загальна довжина досягає 2 м. Має дуже велику голову. тулуб стрункий, хвіст довгий. Забарвлення коливається від бежевого й сірувато-коричневого до червонувато-помаранчевого. По хребту тягнеться переривчаста, зигзагоподібна темна смуга, часто з вираженою чорною облямовкою. З боків помітні невеликі темні плями. Від носа та від ока до кута рота тягнуться дві коричневі смужки. З віком малюнок поступово може тьмяніти та зливатися з основним фоном, стаючи ледве помітним.

## Спосіб життя
Полюбляє первинні дощові тропічні ліси у нижньому й середньому поясі гір, але зрідка зустрічається і у вторинних лісах. Уникає агроландшафтів та поселень людини. активна вночі. Харчується дрібними гризунами, птахами і ящірками. 
Це яйцекладна змія. Самка відкладає до 5—9 яєць.

## Розповсюдження
Мешкає на Тайвані, в деяких провінціях південного Китаю, північному В'єтнамі та Лаосі. 